# Kraftwerk
A Kraftwerk (magyarul: erőmű) német zenekar, világszerte főképp az elektronikus zene úttörő jellegű népszerűsítéséről és műveléséről híres. Az 1970-es évek több más kísérletező és kiemelkedő elektronikus zenekarához hasonlóan a rockzene progresszív jellegű német vonulatából, a „kraut-rock”-ból különültek el; hamarosan tudatosan és kizárólagos jelleggel áttértek az elektronikus hangszerekkel való kísérletezgetésre; számtalan más zenekarra, és az egész huszadik századi popzenére és kultúrára mély és máig érezhető hatást téve.
A klasszikus zenei képzést kapott tagokból összeállt együttest sokan ismerhetik olyan számok megalkotóiként, mint a Das Modell, Die Roboter (The Robots), Autobahn, illetve Computerwelt, vagy úgy ismerik őket, mint a technozene, a szintipop és az indusztriális zene megalkotóit – jóllehet ők maguk nem sorolhatóak eme műfajokba. Feltűnőek voltak a maguk idején robotszerű kosztümjeiknek, ipari és technicista díszleteiknek és filozófiájuknak köszönhetően, amely az embert mutatja gépként, a „gép-zenével” összefonódva, szimbiózisban, ezzel az ember és gép közös harmóniáját próbálták a közönség elé tárni.
Általában minimalizmusra törekvő zenéjükben a rengeteg szintetikus, gépi hang (telefoncsörgés, EKG-géphang stb.) mellett jellemzőek az egyszerű (kezdetben monofonikus) dallamok, a beszédszintetizátorok használata vagy ezek utánzása, és a hasonló, ipari és gépekkel kapcsolatos asszociációkat keltő hatások.
Koncertjeikre jellemző a zenéjüknek megfelelő gépszerű viselkedés, a technika fejlődésével folyamatosan fejlődő vetítőrendszerek alkalmazása. Hosszú időn keresztül erőművi irányítóközpontra emlékeztető színpadképet használtak, a „The Mix” túrán jelentek meg az azóta is használt, arcmásukat viselő, életnagyságú mozgó robotbábuk. A koncerteken szokatlan módon függönyt használnak, a koncertek végén rövid szólójáték után egyenként vonulnak le a színpadról. 1981-es Computer World lemezük óta szokásos nyitószámuk a Numbers, 1986-os Electric Cafe albumuk óta zárószámuk a Music Non-Stop. 1978-as Man Machine lemezük óta szinte védjegyükké vált a piros ing, fekete nadrág, fekete nyakkendő viselet, mely valamilyen módon azóta is szinte minden koncerten feltűnik.

## Kezdetek (1968–1973)
Az 1960-as évek végén Nyugat-Németországban még nem éledt újjá a zenei, kulturális élet a II. világháború után. A legtöbb német együttes angol és amerikai zenéket játszott. Ebben az időszakban alakultak meg Németországban a kísérletező zenekarok (Can, Tangerine Dream, Kaleidoskop stb).
A Kraftwerk alapítói, Ralf Hütter és Florian Schneider-Esleben a remschiedi művészeti akadémián találkoztak először. Hütter orgonán, Schneider pedig fafúvósokon játszott.
1968-ban megalapították az Organisation nevű együttest, amely a Kraftwerk elődének tekinthető. 1969-ben adták ki e zenekarnév alatti egyetlen, Tone Float című albumukat, Fred Monics (dob), Butch Hauf (basszus) és Basil Hammoud (vokál) közreműködésével. Ez az album semmiben sem hasonlít a későbbi kraftwerkes hangzásra, a ’60-as évek kísérletező progresszívrock-zenéje volt, a krautrock egy tipikus példája; hasonló a Tangerine Dream Electronic Meditation-jéhez (197) vagy a Neu! jóval később készített lemezeihez.
1970-ben a Hütter-Schneider duó felvette a Kraftwerk nevet, és Klaus Dinger, valamint Thomas Homann csatlakozott hozzájuk. Közösen megalapították a Kling – Klang stúdiót Düsseldorf belvárosában. (Ennek a stúdiónak a címe hivatalosan mindmáig hétpecsétes titok, bár a kitartóbb rajongók mindig „megtalálják”). Még ebben az évben kiadták a Kraftwerk első albumát, melynek a Kraftwerk címet adták. Az album első száma, a Ruckzuck hatalmas siker lett a krautrock-ot játszó klubokban, s ezt a számukat még a TV-ben is lejátszották. Maga az album még mindig meglehetősen kísérletező volt, bizonyos helyeken már pszichedelikus hatású, de már sokkalta letisztultabb, mint a Tone Float. Az album borítóján megjelenik az együttes akkori szimbóluma, egy közlekedési bója. Az album anyagából egyre több koncertet adtak Németországban, ezt általában olyan plakáttal hirdettek, amelyen egy meztelen nő beleül a jelképükbe, a közlekedési bójába.
Thomas Homann hamarosan távozott a csapatból, de nemsokára helyére jött Michael Rother (gitár) és Eberhardt Krahnemann (basszus), de utóbbiak csak rövid ideig, s Hütter is követte őt, kilépve. Közel fél évig Schneider, Rother és Dinger voltak mindössze a Kraftwerk tagjai, de a másik alapító – Hütter – is hamarosan visszatért az együtteshez.
Ekkor viszont Dinger és Rother távozott. Kilépésük után, 71 környékén, megalapították a mára jórészt elfeledett, de a maga idejében nagy hatású Neu! elnevezésű német experimentális/progresszív rock-együttest, amely a krautrock, sőt egyes vélemények szerint a punkzene egyik elindítója lett, és számos könnyűzenei előadóra gyakorolt hatást Bowietól és a Hawkwindtől kezdve Numanon és Iggy Pop-on át Brian Eno-n keresztül egészen a Radioheadig.
1971. szeptember 26. és október 1. között (azaz kevesebb mint egy hét alatt) összedobták a harmadik közös albumukat, amely a második Kraftwerk-album Kraftwerk 2 címmel. Ezen albumuk az előzőhöz hasonlóan, kísérleti-rockzene lett.
1972-ben fordulóponthoz jutott az együttes, amikor is az Egyesült Királyságban is kiadták addigi két lemezét – és így ez lett az első külföldi megjelenésük. Mindenesetre, ekkor még nem volt olyan nagy nemzetközi elismertsége az együttesnek, mint a többi német kísérletező zenekarnak (pl. a Tangerine Dreamnek), inkább csak a német könnyűzenei palettát színesítették az idő tájt a nemzetközi színtéren.
Távol tartották magukat a mások által átvett stílusoktól, inkább azon voltak, hogy megfogják a később felhasználható elemeket, amelyek megalapozták őket, az ipari és elektronikus zene alkotóiként. A háttérben inkább a fellépések és az új albumok koncepcióit dolgozták ki.
1973-ban volt az első külföldi fellépésük, Párizsban, amelyet az Actuel francia magazin szervezett, s olyan, már befutott, vagy legalább ismertebb német előadókkal léphettek fel ezen a fesztiválon, mint a Tangerine Dream, illetve a belőlük kivált Klaus Schulze, valamint a Guru Guru. Az első igazi nemzetközi előrelépés ez volt.
Emil Schult is csatlakozott a zenekarhoz, bár ő kevésbé vett részt a zeneszerzésben és -előadásban, inkább szövegeket írt és a lemezborítóikat tervezte.
A Hütter-Schneider duó 1973 májusa és júliusa között elkészíti a Kraftwerk 3. albumát, a Ralf und Florian-t. Ez az albumuk sokkal melankolikusabb, könnyebben befogadható, mint az előző munkáik voltak. Ellenben ezen az albumon már megjelenik egy új társ is a zenében: a Gép. A Tanzmusik című szám ütemét egy harmadik fél, a dobgép szolgáltatja, ez akkoriban meglepő koncepciónak bizonyult.
Még ugyanebben az évben csatlakozott hozzájuk Wolfgang Flür (elektromos dob) és Klaus Roeder (gitár, hegedű).

## A klasszikus évek (1974–1992)
1974-ben kiadták az Autobahn (Autópálya) című albumukat, az első valódi nagy sikerüket, amely nem csak egy kisebb közösségre korlátozódott. A címadó szám több mint 22 perces, több tételre van osztva. Ennek a számnak a rövidített változata elérte az angol és az amerikai TOP 10-et is. Az Autobahn című szám utáni többi track viszont megmaradt a kísérletezősebb számok szintjén (ez nem negatívan értendő). Ezen az albumon alkalmazzák először a tematikus szerkezetet, azaz mindegyik album egy témáról szól (jelenet az autózásról, mobilitásról, az autópályák monotóniája mögötti értékek)
1975-ben Klaus Roeder távozik, s helyére Karl Bartos csatlakozik a csapathoz, aki az év novemberében már részt vett a következő albumon, a Radio-Aktivität anyag készítésében. Ez az első olyan albumuk, mely két verzióban, német, valamint angol nyelvű énekkel és címmel jelent meg. Az album a rádiózásról és a radioaktivitásról szól. Az első vád ekkor éri őket, hogy nácik: az album borítóján egy Deutscher Kleinempfänger DKE38 típusú német gyártmányú néprádió látható, melyet 1938-tól készítettek nagy számban, s azokban az években az olcsó német néprádió szerepét töltötte be. A szabványosított kivitelű rádiót több cég is készítette (pl. Braun, Blaupunkt, Telefunken, Saba). Az előlapra a gyártó helyett az 1935-ben alapított Német Rádió és Televízió (Deutscher Fernseh-Rundfunk) emblémája került, mely a rádióhullámokkal körülvett sasos-horogkeresztes német címert ábrázolta, a tényleges gyártó cég neve hátul volt megtalálható. Noha a lemezborítón ki volt a rádióról takarva az embléma, az eredetileg köztudottan rajta volt. Maga az album még sikeresebb volt, mint az előző Autobahn: rendkívül félelmetes az atmoszférája, valamiképp felhívja az emberek figyelmét az atomenergia veszélyeire is.
1977-ben adták ki a másik nagy sikerű albumukat, a Trans-Europa Express-t. Címadó dala egy Európán átívelő vonatutazásról és állomásairól szól, kiválóan érzékeltetve a sínek zakatolását, a váltókon és vasúti hidakon áthaladás  hangjait, a közeledő és távolodó szerelvények Doppler-effektusos hangját. Az album Angliában már akkora siker volt, hogy new-wave vonal alkotói (Human League, Tubeway Army, David Bowie) többször is merítettek eme albumból – elmondásuk szerint. Amerikában a hiphop egyik úttörője, az Afrika Bambaata használta fel az album egyik trackjét úgy, hogy valamelyest felgyorsította.
1978 tavaszán kiadták a Die Mensch-Maschine (The Man Machine) albumot, ez talán a legjellemzőbb magára az együttesre. Itt már nem az a koncepció, hogy zenészek zenélnek az embereknek, hanem zenei robotok adják a talpalávalót a közönségnek az egyre jobban mechanizálódó társadalomban, amelyben olyan alkatrészek a zenélő robotok, mint egy fogaskerék. Az album (és egyben a Kraftwerk) egyik leghíresebb száma a The Model / Das Modell is ezen az albumon hallható.
1981-ben A Computerwelt / Computer World albumukkal léptek a nagyközönség elé, ezzel nagyszabású koncertkörutat tettek rengeteg országban, köztük Magyarországon is (1981. augusztus 14. és 15., Kisstadion).
A Computerwelt folytatásaként akarták kiadni a Techno Pop című albumot, amely soha nem készült el, csak egyetlenegy maxit adtak ki róla, a Tour de France-t. Ennek rengeteg oka volt: az együttesen belül már érlelődtek kisebb nézeteltérések, illetve Ralfnak volt egy kerékpáros balesete is, ami miatt napokig kómában volt, s hetekig kórházban feküdt.
Az 1986-ban kiadott Electric Café című albumuk a legtöbb rajongónak csalódás volt, ennek ellenére az album három dala, Boing Boom Tschak, a Techno Pop és a Musique Non-Stop az együttes legismertebb számai közé tartozik, koncerteken mindig hallható.
A folyamatos nézeteltérések miatt Wolfgang Flür 1990 januárjában kilépett (közel 15 év után), s helyébe Hilpert Fritz lépett. Augusztusban Karl Bartos is távozott. Mindketten szólókarrierbe kezdtek.
1991-ben adták ki The Mix című albumukat. Ezen legismertebb számaik hallhatók modernizált hangszerelésben, néhány dal összemixelve került az albumra, így az tekinthető greatest hits albumnak és mixnek is. A zeneanyagot részben újra felvették és teljesen újrakeverték, ezért az eredeti anyagoknál lényegesen jobb hangminőség hallható. Ebben az évben Karl helyére Henning Schmitz jött.
1991. november 29-én a csapat újra ellátogatott Budapestre, a The Mix tour keretében (a Budapest Sportcsarnokban léptek fel). A magyar közönség itt láthatta először a tagok képmását viselő mozgó robotokat.

## Az újabb idők (1992–)
A The Mix után alig történt valami a Kraftwerkkel. Új albumot sokáig nem adtak ki. 1992-ben a Greenpeace mozgalom keretében a sellafieldi atomerőmű ellen adott koncertet az együttes.
1996-ban készült el a hivatalos honlapjuk, a www.kraftwerk.com.
1997-ben újra elkezdtek koncertezni, először Angliában a Tribal Gathering-en, majd Linzben és Karlsruheban, majd 1998-ban kisebb világturnéra indultak.
A koncerteken elhangzott 2-3 új szám is, ebből arra lehetett következtetni, hogy készül az új album, de ebből nem lett semmi sem.
1999-ben kiadták újra a Tour de France 1983-as maxiját CD-n, majd 2000-ben a Hannoveri Expóra készítettek 6 nyelven egy vokoderes szöveget – 400 000 német márkáért. A rajongók legnagyobb meglepetésére, ki is adtak egy új maxit az Expóra, Expo 2000 címen.
2000-ben kiadták az Expo 2000 Remix lemezt, olyan zenészek átmixelésével, mint az Orbital Underground Resistance stb.
2003-ban, a 100 éves Tour de France kerékpáros verseny tiszteletére a Kraftwerk leporolta a Tour de France c. számát, s ennek a koncepciójára elkészítették a Tour de France Soundtracks című albumot, majd egy évre rá az eddigi legnagyobb világturnéjuk keretében (ami másfél évig tartott) harmadjára is ellátogattak Budapestre (2004. május 25., Sportaréna).
2005-ben adták ki a Minimum – Maximum koncertlemezt, amely a világturné különböző helyeiről felvett trackekből válogat (a TEE pl. a budapesti felvétel a koncertlemezen). Emellett egy koncert DVD-t is kiadtak.
2009-ben a Zamárdiban megrendezett Balaton Soundon léptek fel. Az ötödik látogatásra 2018. februárban került sor, a Papp László Budapest Sportarénában léptek fel. A 3-D világturné keretén belül kétórás koncertet tartottak. A műsor alatt háromdimenziós vetítés volt, de feltűntek a piros inges, fekete nyakkendős mozgó robotok is.
2023-ban a Veszprémi Gyárkert KultúrPark színpadán adtak koncertet.

## Magyarországi koncertek
- 1981. augusztus 14 és 15, a Computer World Tour részeként a budapesti Kisstadionban.
- 1991. november 29, a The Mix Tour részeként a Budapest Sportcsarnokban.
- 2004. május 25, Budapest Sportaréna
- 2009. július 5, Zamárdi
- 2018. február 21, a 3-D Tour részeként a Papp László Budapest Sportarénában
- 2023. augusztus 9, Veszprém Európa kulturális fővárosa program keretében a Gyárkertben

## Diszkográfia
- 1969 Tone Float ("Organisation" együttes néven[9])

#### Korai albumok[10]
- 1970 Kraftwerk
- 1971 Kraftwerk 2
- 1973 Ralf und Florian

#### Albumok[10]
- 1974 Autobahn
- 1975 Radio-Aktivität / Radio-Activity
- 1977 Trans-Europa Express / Trans-Europe Express
- 1978 Die Mensch-Maschine / The Man-Machine
- 1981 Computerwelt / Computerworld
- 1986 Electric Café
- 1991 The Mix
- 2003 Tour de France Soundtracks

#### Fontosabb közép- és kislemezek
- 1983 + 1999 Tour de France[2]
- 1999 EXPO 2000[3]
- 2000 EXPO 2000 Remix[4]

#### Összefoglaló kiadványok
- 2009 Der Katalog / The Catalogue (1974 és 2003-ik év közötti 8 album újra kiadása) CD[11] és LP[12] formátumban

#### Live (koncertfelvételek)
- 2005 Minimum Maximum CD, LP[13] és DVD[14] formátumban, dobozos kiadvány[15] formában is
- 2006 Minimum Maximum SACD formátumban[16]
- 2017 3-D Der Katalog / 3-D The Catalogue[17] (1974 és 2003-ik év közötti 8 album koncertváltozata) 4xBlu-RAY, 8xCD, 8xLP album, Blu-RAY+DVD, 2xLP formátumokban
- 2017 Kraftwerk 12345678 3-D[18] (1xCD, német nyelvű)
- 2018 Kraftwerk 12345678 3-D[18] (1xCD, angol nyelvű)

Remixek
- 2020 Kraftwerk Remixes 2020[19] (digitális kiadás, WAV, AAC, MP3, AIFF, FLAC, ALAC formátumokban)
- 2022 Kraftwerk Remixes 2022[20] (2xCD + 3xLP)